# Consulta delle Giunte di castello
La Consulta delle Giunte di castello è stata istituita con l'art. 10 della legge n. 127 del 27 settembre 2013 "Legge sulle Giunte di Castello", entrata in vigore il 15 ottobre seguente. 
La Consulta si può definire la controparte sammarinese della Conferenza Stato-città ed autonomie locali italiana.

## Sede
La sede della consulta è nella Casa di Castello (Municipio) di appartenenza del portavoce che è solitamente anche il Capitano di Castello della stessa. 

## Facoltà
Le facoltà della Consulta sono:
- creare e incentivare un dibattito sulle autonomie locali anche con Paesi esteri.
- elaborare progetti, proposte e iniziative da proporre al Congresso di Stato, l'organo esecutivo della Repubblica di San Marino.
- promuovere proposte unitarie e iniziative di competenza delle Giunte di castello.

## Membri
Sono membri della Consulta i 9 Capitani di castello che rimangono in carica cinque anni o comunque fino a quando rimangono in carica nel loro Castello.
In caso di impedimento per partecipare ad una riunione possono delegare un segretario o un membro di Giunta.
I membri eleggono a maggioranza assoluta (quindi 5 su 9) un portavoce, che rimane in carica un anno e può essere rieletto, che convoca e presiede le riunioni indicando l'ordine del giorno. 
Alle riunioni sono invitati un rappresentante dell'Ufficio Segreteria Istituzionale e un rappresentante della Segreteria di Stato per la Giustizia e i Rapporti con le Giunte di Castello.